# Stigmatomma rubiginosum
Stigmatomma rubiginosum is een mierensoort uit de onderfamilie van de Amblyoponinae. De wetenschappelijke naam van de soort is voor het eerst geldig gepubliceerd in 1992 door Wu, J. & Wang.